# Kiyoshi Kurosu
Kiyoshi Kurosu (japanska: 黒須 潔?, Kurosu Kiyoshi), en japansk astronom.
Minor Planet Center listar honom som K. Cross och som upptäckare av 2 asteroider.

## Asteroider upptäckta av Kiyoshi Kurosu
| 7666 Keyaki | 4 november 1994 |
| 11127 Hagi  | 20 oktober 1996 |